# کاهش کلاهک کلیتورال
کاهش کلاهک کلیتورال (به انگلیسی: Clitoral hood reduction) که به آن هدکتومی کلیتورال نیز گفته می‌شود، باز کردن کلاهک کلیتورال، کلیتوریدوتومی، یا هودکتومی (جزئی)، یک روش جراحی پلاستیک برای کاهش اندازه و مساحت کلاهک کلیتورال (پرپوس) برای نمایاندن بیشتر غده کلیتورال کلیتوریس است.
این جراحی معمولاً به عنوان یک جراحی زیبایی انتخابی به منظور بهبود رضایت جنسی و زیبایی سازی فرج انجام می‌شود. کوچک کردن کلاهک کلیتورال معمولاً همراه با لابیاپلاستی انجام می‌شود که لابیا مینور را کاهش می‌دهد و گاهی وقت‌ها واژینوپلاستی انجام می‌شود.
اگرچه نظرسنجی بیماران حاکی از رضایت از نتیجه چنین روش‌هایی است، اما کالج آمریکایی زنان و زایمان در سال ۲۰۰۷ هشدار داد که در این نوع از جراحی‌های واژینال که از نظر پزشکی توصیه نمی‌شوند، زنان باید از کمبود اطلاعات پزشکی در مورد اثربخشی و کارایی و عوارض بالقوه آنها مطلع شوند.

## روش‌های جراحی

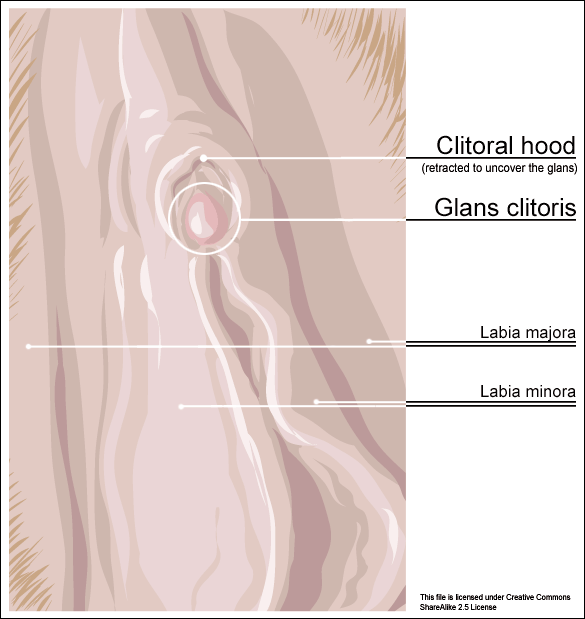
واژن یک زن: آناتومی خارجی کمپلکس ولو-واژینال، که نشان دهنده کلیتوریس، پیش تنه کلیتورال، لابیا بزرگ و لابیا مینور است.

روش‌های لابیاپلاستی گاهی وقت‌ها شامل کاهش کلاهک کلیتورال می‌شود. یکی از روش‌های کاهش کلاهک کلیتورال، برداشتن دو طرفه (برش) بافت‌های پیش‌پوسی پوشاننده با توجه ویژه به حفظ گلن در خط میانی غده کلیتورال است. در روشی دیگر چین‌های اضافی بافت پیش‌پوسه کلیتورال را با برش‌هایی موازی با محور بلند کلیتوریس برش می‌دهد.
کاهش کلاهک کلیتورال را می‌توان در روش لابیاپلاستی با برداشتن گُوه ای گسترده گنجاند، که در آن امتداد بخش‌های گُوه بیرونی برای کاهش بافت‌های پیش پری در چشم کلیتورال اعمال می‌شود. با این حال، گاهی پوست اضافی در مرکز کلاهک کلیتورال با برش‌های جداگانه برداشته می‌شود.

## نتایج
بررسی‌ها، میزان بالای رضایت بیماران از تغییرات زیبایی در کمپلکس ولو-واژن پس از لابیوپلاستی و بروز میزان کم از عوارض پزشکی را گزارش کرده‌اند. مطالعه زیبایی لابیا مینور و کلیتورال هود با استفاده از برداشتن گُوه مرکزی گسترده (۲۰۰۸) گزارش داد که از یک گروه شامل ۴۰۷ زن، نشان داده‌است که ۹۸ درصد از بانوان از نتایج کاهش لابیال راضی بودند. میانگین نمره رضایت بیماران ۹٫۲ امتیاز در مقیاس ۱۰ امتیازی بود.
- ۹۵ درصد از زنان کاهش ناراحتی پودندال را تجربه کردند.
- ۹۳ درصد از زنان بهبود عزت نفس را تجربه کردند.
- ۷۱ درصد بهبود عملکرد جنسی را تجربه کردند
- ۰٫۶ درصد (یک زن) کاهش عملکرد جنسی را گزارش کردند.
- ۴٫۴ درصد از زنان عوارض پزشکی را تجربه کردند.[۷]

مطالعه انتظارات و تجربه کاهش لب: یک مطالعه کیفی (۲۰۰۷) گزارش داد که زنانی که تحت عمل لابیاپلاستی قرار گرفتند، انتظارات زیادی برای از بین بردن ناراحتی و درد ناحیه تناسلی، بهبود ظاهر زیبایی فرج و بهبود عملکرد جنسی داشتند. اکثر زنان بهبود عزت نفس را تجربه کردند. با این حال، این مطالعه همچنین گزارش داد که مشاوره روان‌شناختی رسمی قبل از عمل جراحی جهت آگاهی بیمار در مورد آنچه که از لابیا مینور و لابیا مینور و پیش‌پوسه کلیتورال انتظار نمی‌رود، ممکن است به بیمار در ایجاد انتظارات واقع‌بینانه از زیبایی تناسلی و ذهنی‌اش، کمک کند.

## انتقاد
هودکتومی جزئی یا کامل توسط سازمان بهداشت جهانی به عنوان ختنه زنان (FGM) نوع 1A طبقه‌بندی می‌شود.
کالج آمریکایی متخصصان زنان و زایمان (ACOG) نظر کمیته شماره ۳۷۸ را منتشر کرد: «جوان‌سازی» واژن و روشهای زیبایی واژن (۲۰۰۷)، بیانیه سیاست رسمی کالج در مخالفت با تبلیغات تجاری لابیاپلاستی، و روشهای واژینوپلاستی مرتبط، به عنوان روشهای پزشکی واژینال. «روش‌های جراحی پذیرفته شده و معمول». ACOG به ایمنی پزشکی و اثربخشی درمانی تکنیک‌ها و روش‌های جراحی برای انجام عمل‌های واژینوپلاستی مانند لابیاپلاستی، جوان‌سازی واژن، واژن طراح، بازسازی مجدد و تقویت نقطه G مشکوک است و توصیه می‌کند زنانی که به دنبال چنین جراحی‌های ژنیتوپلاستیک هستند باید کاملاً آگاهانه عمل کنند. بیماران اید پیش از عمل با آمار ایمنی جراحی موجود، از خطرات بالقوه عفونت زخم جراحی، آسیب عصب پودندال (که منجر به یک ولو غیر حساس یا بیش از حد حساس می‌شود)، دیسپارونی (درد آمیزشی)، چسبندگی بافتی (که منجر به آسیب عصب پودندال می‌شود) کیست‌های اپیدرموئید) و اسکارهای دردناک مطلع شوند.

## خطرات
اعصاب پشتی کلیتوریس از بالای کلیتوریس در طول کلیتوریس حرکت می‌کنند. آسیب دائمی به این اعصاب ممکن است با کاهش کلاهک کلیتورال رخ دهد.